# الدوري النرويجي الممتاز 1947–48
الدوري النرويجي الممتاز 1947–48 (بالنرويجية: Norgesserien 1947–48)‏ هو موسم من الدوري النرويجي الممتاز. أشرف على تنظيمه اتحاد النرويج لكرة القدم، وكان عدد الأندية المشاركة فيه 75، وفاز فيه SK Freidig ‏.